# Saliens (confrérie)
Pour les articles homonymes, voir Saliens.

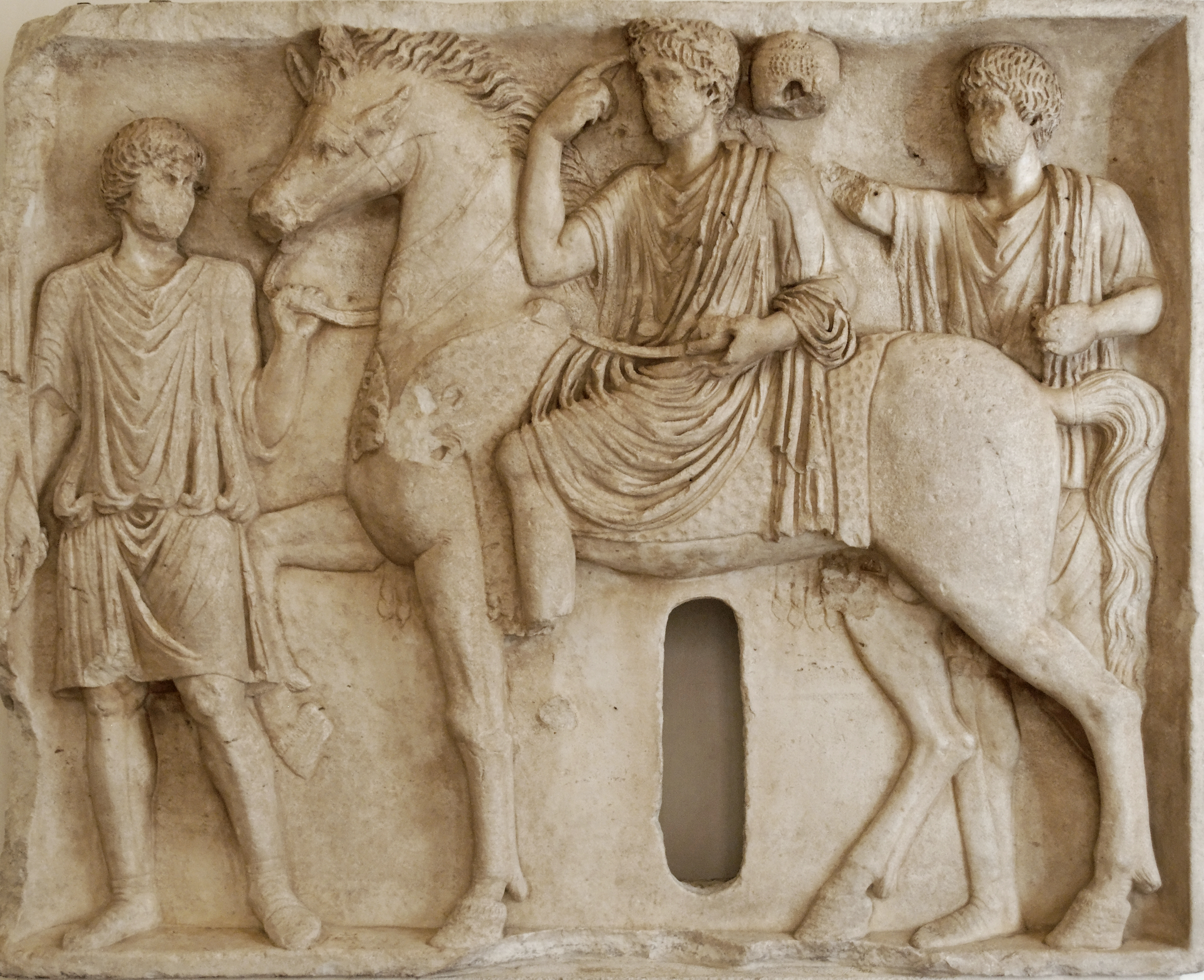
Procession d'un prêtre salien, fin du IIe siècle - Musée national romain, Palais Altemps.

Les Saliens sont des prêtres romains voués au culte de Mars et dont la création remontait, selon la tradition, au roi Numa Pompilius.

## Étymologie
Dans sa Langue latine, Varron dérive Salii, nom latin des Saliens, du verbe salio (« sauter ») ou sal(i)to (« danser »).
Dans sa Vie de Numa, Plutarque rapporte la tradition selon laquelle l'éponyme des Saliens serait « un homme de Samothrace ou de Mantinée, nommé Salios, qui aurait été le premier à enseigner la danse en armes ». Dans son abrégé de Verrius Flaccus, Festus rapporte la même tradition qu'il relie à Énée : Festus cite d'abord Polémon selon lequel l'éponyme des Saliens serait « un Arcadien du nom de Salius, qu'Énée [aurait] emmen[é] de Mantinée en Italie et qui [aurait] appri[s] aux jeunes gens d'Italie la danse en armes » ; Festus cite ensuite Critolaus selon lequel l'éponyme des Saliens serait « Saon de Samothrace, qui [aurait] apport[é] avec Énée les dieux Pénates à Lavinium [et] qui [aurait] enseigné la salienne (saliare), un genre de danse (genus saltandi) ».

## Histoire
Une légende affirme qu'un bouclier particulier car bilobé, à double échancrure, l'ancile, serait miraculeusement tombé du ciel dans les mains du roi de Rome Numa Pompilius  alors que Rome était ravagée par une épidémie de peste. Celle-ci s'épuisant peu après, le roi en attribua le mérite à l'objet qui, devenu symbole de pérennité de la ville, fut protégé d'un éventuel vol en le cachant dans un lot de onze boucliers identiques forgés par un certain Mamurius Veturius. Pour garder le tout dans un bâtiment du mont Palatin, la curia saliorum où sont aussi placés la statue du dieu de la guerre Mars et le lituus de Romulus, le monarque crée une sodalité de douze salii Palatini — les saliens du Palatin,,. 
Le successeur de Numa, Tullus Hostilius, en difficulté dans un combat contre les Sabins, fit le vœu de créer, s'il triomphait, une seconde sodalité de douze prêtres dits tantôt Salii Collini tantôt Salii Agonenses ou Agonales d'après un ancien toponyme du Quirinal (autre colline romaine, plus au nord) où ils ont leur siège et où ils se consacrent au culte de Quirinus.
Ces deux collèges sacerdotaux tombent en désuétude à la fin de la République et seul celui des saliens du Palatin est remis à l'honneur par Auguste dans le cadre des réformes religieuses accompagnant son règne. Les saliens sont encore attestés au début du IVe siècle.
Les saliens étaient placés sous la tutelle de Jupiter, Mars, Quirinus, les dieux de la vieille triade précapitoline.

## Organisation
Les deux sodalités sont présidées par un magister, aidé par un pro magister, qui règle l'administration et l'organisation des fêtes, dirige l'instruction des nouveaux, procède à l'intronisation comme au départ des membres, tient à jour les annales et gère le trésor sacré — fonds de terre accordés par l'état, portions d'ager publicus, dîmes sur les butins de guerre et donations privées. Sont également attestées la charge de praesul (« chef de danse », coryphée) qui danse les figures que les autres répètent, et celle de vates (« chef de chant ») qui chante le carmen, battant la mesure, mais éloigne aussi profanes et intrus, veillant au silence et prononçant l’augurium (message des dieux).
Les changements dans le collège ont été partiellement conservés par les Fasti, sortes d'annales saliennes, qui permettent aux chercheurs de connaitre le nom de certains de ces prêtres danseurs.

## Recrutement
La charge est un sacerdoce réservé aux patriciens ayant père et mère en vie lors de leur cooptation. Elle est incompatible avec d'autres charges comme le flaminat ou les magistratures cum imperio.
La charge est un sacerdoce réservé aux patriciens ayant père et mère en vie lors de leur cooptation. Elle est incompatible avec d'autres charges comme le pontificat, le flaminat, l'augurat ou les magistratures cum imperio. La qualité de salien n'empêche pas d'exercer une autre fonction mais les devoirs du prêtre danseur, notamment sa participation à l'armilustrium priment ; ainsi Scipion l'Africain doit-il arrêter son activité militaire pendant un mois, en 190 av. J.-C. C'est pour cette raison que les empereurs n'ont quasiment jamais été prêtres saliens.
À Rome, le postulant salien doit être un homme libre né dans la cité et faisant partie des Ramnes pour être admis dans la confrérie palatine, ou un Sabin pour entrer dans celle de Quirinal ; partout, être patricien et en bonne santé physique répond à la condition sine qua non de l'admission dans la sodalité. Mais il n'est nul besoin de connaitre préalablement le rituel liturgique, les couplets du carmen, la danse religieuse ou les procédés de purification : des manuels existent dans la curie du Quirinal (et probablement dans celle du Palatin). Le candidat prêtre danseur peut être jeune (à la limite de la majorité et exceptionnellement plus jeune encore comme dans le cas de Marc Aurèle) mais il a généralement exercé une fonction du vigintivirat.
Les saliens jouissent de tous les privilèges des autres prêtres, sont exemptés du service militaire, ne paient aucun impôt, ont une place d'honneur dans les fêtes et les jeux, et voient leurs filles échapper à la potentialité d'être prises et instruites comme prêtresses de Vesta.

## Fonctions

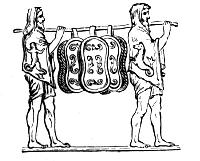
D'après un bas-relief romain. Saliens portant les boucliers sacrés.

La principale fonction des saliens était la garde des douze boucliers sacrés (latin ancilia) dont un, découvert par Numa Pompilius, avait été donné aux hommes par le dieu Mars. Pour éviter tout vol ou profanation de cet objet sacré, Numa avait fait confectionner 11 copies identiques et dissimuler l'original parmi celles-ci. 
En outre, les saliens présidaient aux deux fêtes qui, en mars (Quinquatrus) et en octobre (Armilustrium, purification des armes), encadraient la saison de la guerre. Aux origines, en effet, les Romains ne faisaient la guerre que de mars à octobre. 
Il n'y a pas de description d'ensemble des rites pratiqués par les saliens durant l'ensemble du mois de mars, et le déroulement cérémoniel doit être reconstruit à partir de mentions diverses de plusieurs auteurs ; il y a toutefois des indications solides que la procession des saliens se déroulait sur l'ensemble de la période du 1er mars, qui ouvrait les festivités du mois, au 24 mars qui semble être la dernière date à laquelle ils sont mentionnés. Ils se déplaçaient d'une station (mansio) à une autre chaque jour, et tenaient un banquet chaque soir.
Les cérémonies auxquelles les saliens participent ont surtout lieu au mois de mars,, période pendant laquelle il leur est interdit de voyager,,. Aux calendes de mars, les saliens sortent les boucliers sacrés de la Regia,,. Le 19 mars, ils exécutent des danses au Comitium ; les armes sont alors purifiées et ils les déposent, sans doute dans la Regia,. Les saliens sont supposés prendre part à deux autres fêtes marquant respectivement l'ouverture et la clôture de la saison militaire : le Tubilustrium du 23 mars et l'Armilustrium du 19 octobre.
La cérémonie principale en mars consiste en une procession. Au cours de celle-ci, les saliens défilent, précédés de licteurs, et en portant, suspendus à des perches reposant sur leurs épaules, les douze boucliers sacrés. Ils frappent leur bouclier avec une lance. Ils traversent ainsi la ville de Rome en passant par le Comitium, le Forum, et le Capitole, ainsi que par un pont qui est vraisemblablement le pont Sublicius. Lors de leur procession, les saliens exécutent une danse qui se caractérise par un rythme ternaire qu'ils marquent en frappant le sol. Ils accompagnent leur danse de chants. Raymond Bloch précise que le chant était si vieux que les exécutants ne comprenaient même plus la signification des paroles. Pour leurs évolutions et leurs chants, les saliens sont accompagnés de la flûte et vraisemblablement de la trompette.
La confrérie des saliens est probablement un vestige des Männerbunde traditionnels des sociétés indo-européennes.

## Costume

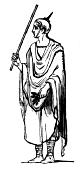
D'après un bas-relief romain. Salien porteur de l'apex, la trabée et la baguette.

Lors des cérémonies, les saliens revêtent costume militaire archaïque composé d'une tunique courte, de couleur et/ou brodée, d'une cuirasse en bronze et d'une trabea, manteau court orné de motifs brodés de couleur pourpre. Ils portent soit un bonnet surmonté d'un apex soit un casque. Outre l'épée accrochée à leur ceinture, une lance et un bouclier bilobé complètent leur tenue.

## Autres saliens
L'institution des saliens n'est pas propre aux Romains mais semble « commune aux Italiques du centre » de l'Italie : des collèges de saliens sont attestés à Albe la Longue, Lavinium, Laurentum, Tusculum, Tibur et Anagnia,.
Quelques sources épigraphiques témoignent de la présence de saliens à Opitergium, Patavium, Vérone et Ticinum.
Selon Servius, un collège de saliens aurait été créé à Véies par le roi Morrius,.
La  colonie de Sagonte en Hispanie avait aussi un collège de saliens qui exécutaient une danse en l'honneur de Mars.

### Sources littéraires antiques
- Cicéron, La République [détail des éditions] (BNF 12008960).
- Denys d'Halicarnasse, Antiquités romaines [détail des éditions] (BNF 12137510).
- Jean de Lydie, Les mois (BNF 13322207).
- Ovide, Fastes [détail des éditions] (BNF 12213123).
- Philocalus, Chronographe de 354 (BNF 16998083), Calendrier.
- Plutarque, Vies parallèles [détail des éditions] (BNF 12008377), Numa.
- Polybe, Histoires [détail des éditions] (BNF 12262855).
- Servius, Commentaire à Virgile (BNF 12106873), Énéide.
- Tite-Live, Histoire romaine [détail des éditions] (BNF 12008346).
- Varron, La langue latine (BNF 12425965).

### Articles annexes
- Chant des Saliens
- Boucliers sacrés
- Danse dans la Rome antique